# 大南沟乌孜别克族乡
大南沟乌孜别克族乡（維吾爾語：دانەنگۇ ئۆزبىك يېزىسى‎）是中华人民共和国新疆维吾尔自治区昌吉回族自治州木垒哈萨克自治县下辖的一个民族乡。是中國唯一的烏茲别克民族鄉。

## 歷史沿革
1950年，為木壘河縣游牧區大南溝鄉。1953年，為木壘河縣四區一鄉。1954年，為木壘縣西牧區大南溝鄉。1958年，屬木壘哈薩克自治縣紅旗公社。1972年，紅旗公社更名西吉爾公社。1984年，西吉爾公社分設西吉爾鄉和英格堡鄉。1987年7月，西吉爾鄉大南溝村和英格堡鄉東溝村析置大南溝烏孜別克民族鄉。

## 地理
大南溝烏孜別克族鄉位于博格達山北麓，中連西吉爾鎮和英格堡鄉，東與東城鎮接壤，南與鄯善縣隔山相望，西與奇台縣七戶鄉毗鄰，面積面積216.41平方公里，鄉政府原本位于南山大南沟村，其后迁至木壘縣城以北13公里處的新户戈壁。可使用草場面積104萬畝，有可耕地面積1000公頃，已開墾種植812.6公頃，其中山旱地80公頃。植樹造林面積達5060畝，其中經濟林1360畝、退耕還林1200畝、生态林2500畝。多年平均氣溫6°C，年均無霜期150天，年均降水量250毫米。

## 行政区划
大南沟乌孜别克族乡下辖以下村级行政区划单位：
大南沟村、东沟村和阿克喀巴克村。

## 社會
2011年末，大南溝烏孜別克族鄉有文化站1個，公共圖書室1個，藏書880冊。村文化室3個，藏書1200冊。小學1所，在校生368人，專任教師46人。衛生院1所，衛生室2個；病床15張，專業衛生人員15人。郵政網點3個，電信服務網點1個，境內公路總長26公里。2018年，大南溝鄉有
烏孜別克族戶籍人口3545人。另有哈萨克族、汉族、维吾尔族、回族等族人口居住于此。

## 經濟
2011年，全乡農業總產值1609萬元，生產糧食3077噸，其中小麥1604噸，玉米1216噸。蔬菜種植面積360畝，產量960噸，主要品種有白菜、黃瓜、番茄、茄子、辣椒、洋蔥等。生產肉類633噸，其中羊肉525噸，牛肉108噸；禽蛋351噸，鮮奶623噸。有商業網點34個，社會消費品零售總額達110萬元。2018年，大南溝烏孜別克族鄉有工業企業2家，營業面積超過50平方米以上的綜合商店或超市4個。